# Pergalumna irregularis
Pergalumna irregularis är en kvalsterart som beskrevs av Wallwork 1977. Pergalumna irregularis ingår i släktet Pergalumna och familjen Galumnidae. Inga underarter finns listade i Catalogue of Life.